# المراسيم (كتاب)

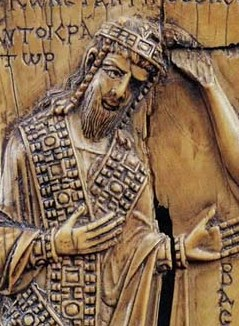
قسطنطين السابع بورفريوجينيتوس في العاج المحفوظ 945.

المراسيم (De Ceremoniis aulae Byzantinae) هو الاسم التقليدي لكتاب يوناني للبروتوكولات التشريفية في بلاط الملوك البيزنطيين في القسطنطينية. يُستشهد، غالباً، بالعنوان اليوناني Eκθεσις τῆς βασιλείου τάξεως ("شرح نظام القصر")، وهو مأخوذ من مقدمة العمل، أو: Περὶ τῆς Βασιλείου Τάξεως ("على نظام القصر"). 
يميل الكتاب، في مصادر اللغة الإنجليزية غير المتخصصة، إلى أن يُسمى كتاب مراسيم قسطنطين السابع بورفريوجينيتوس (بتهجئات متعددة)، وهي صيغة يستخدمها الكُتَّاب بما في ذلك ديفيد تالبوت رايس (David Talbot Rice) والترجمة الإنجليزية الحديثة.

## النسخ والترجمات
- Reiske، Johann Jakob؛ Leich، Johannes Heinrich، المحررون (1829). Constantini Porphyrogeniti Imperatoris De Ceremoniis Aulae Byzantinae libri duo graece et latini e recensione Io. Iac. Reiskii cum eiusdem commentariis integris. Corpus Scriptorum Historiae Byzantinae (ط. Leipzig (1751-54)). Weber. ج. 1. مؤرشف من الأصل في 2022-10-04.
- Reiske، Johann Jakob؛ Leich، Johannes Heinrich، المحررون (1830). Constantini Porphyrogeniti Imperatoris De Ceremoniis Aulae Byzantinae libri duo graece et latini e recensione Io. Iac. Reiskii cum eiusdem commentariis integris. Corpus Scriptorum Historiae Byzantinae (ط. Leipzig (1766)). Weber. ج. 2. مؤرشف من الأصل في 2022-10-04.
- Ann Moffatt tr.، المحرر (2012). Konstantinos Porphyrogennetos: The book of ceremonies in 2 volumes. Byzantina Australiensia (ط. Reiske). Australian Association for Byzantine Studies. ISBN:1876503424.

## روابط خارجية
- Partial translation of Book 1 and 2 by P. Stephenson